# Tomicobia promulus
Tomicobia promulus is een vliesvleugelig insect uit de familie Pteromalidae. De wetenschappelijke naam is voor het eerst geldig gepubliceerd in 1840 door Walker.